# تامدة (قنزات)
تامدة هي قرية موجودة في بلدية قنزات، الكائنة بدائرة قنزات، بولاية سطيف الجزائرية.

## تاريخ
في سنة 1956 قنبل الاحتلال الفرنسي قرية ثامدة، وهي مهجورة منذ ذلك التاريخ إلى يومنا هذا، واهلها أصبحوا لاجئين في القرى المتناثرة لقنزات.